# Interferometría de muy larga base

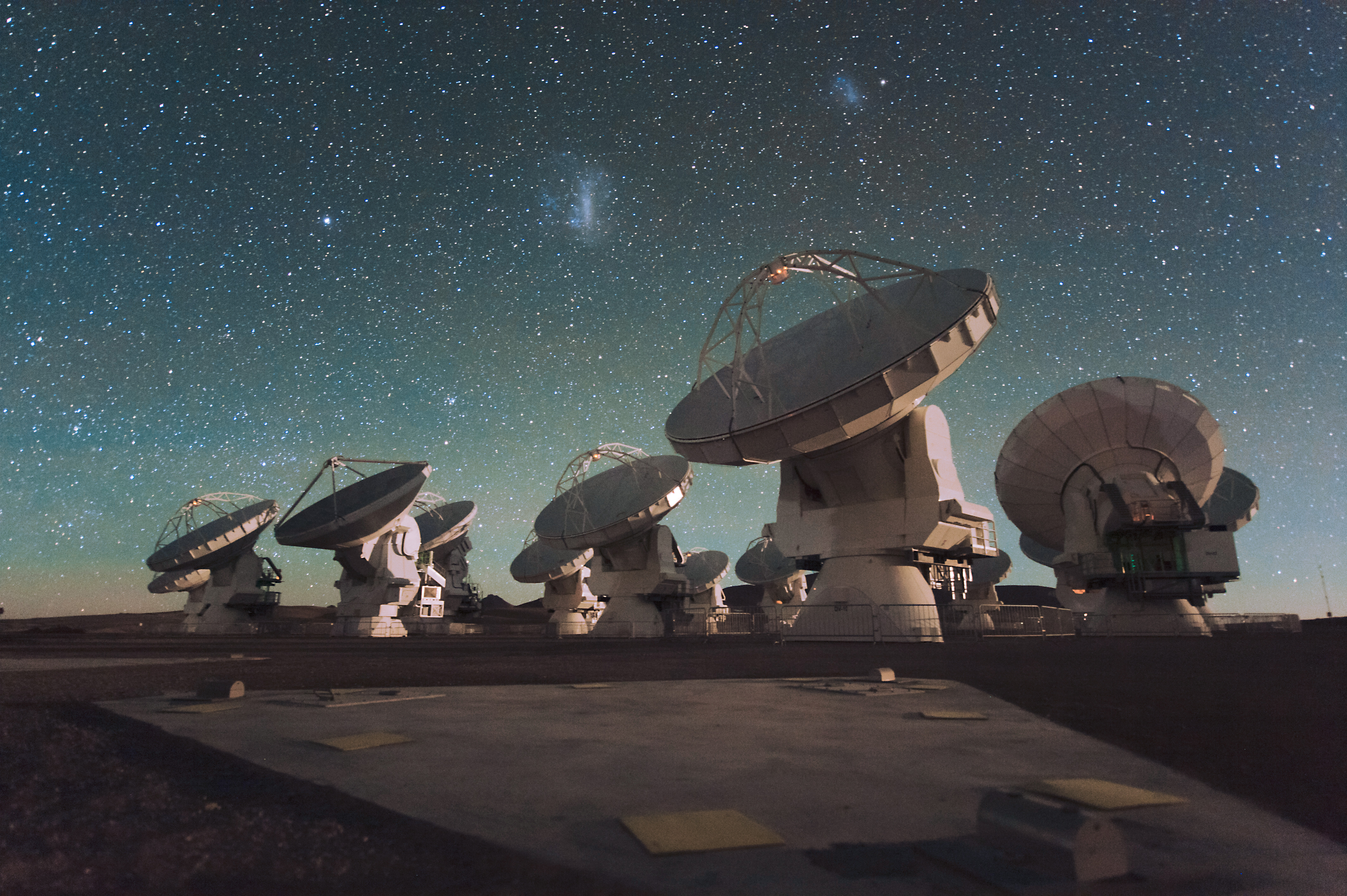
Radiotelescopios del Atacama Large Millimeter Array (ALMA)

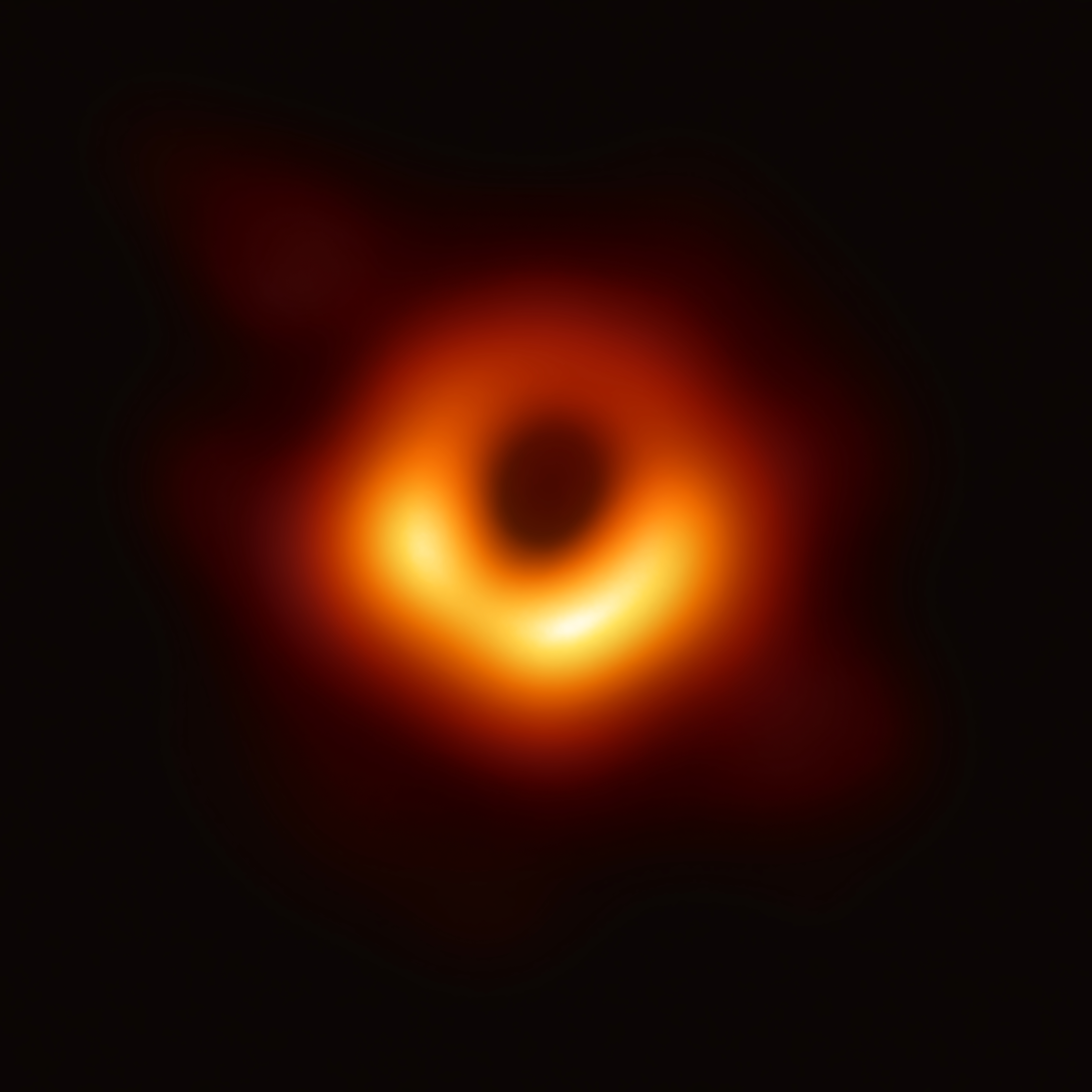
Primera imagen de un agujero negro supermasivo tomada por el Telescopio del Horizonte de Sucesos en 2019

La interferometría de muy larga línea de base (VLBI, siglas en inglés de Very Long Baseline Interferometry) consiste en la observación de uno o varios objetos celestes con la ayuda de un gran número de radiotelescopios ubicados en distintas partes de la Tierra (la mayor parte de ellos se encuentran en el Hemisferio Norte, repartidos entre Estados Unidos y Europa), trabajando como si fueran un único radiointerferómetro, gracias a un sistema de grabación que permite procesar después, de forma conjunta, los datos de todas las antenas participantes.
La radiación de ondas producidas por estos cuerpos "fijos" a la esfera celeste es captada por estos centros con intervalos de tiempo del orden de nanosegundos. Por medio de un formalismo matemático basado en la transformada de Fourier es posible obtener imágenes de muy alta resolución de estos objetos celestes o, si los objetos son muy lejanos y pueden considerarse fijos en la esfera celeste, saber con precisión la posición exacta sobre la Tierra de dichos centros astronómicos, que son considerados puntos de control. En este último caso se habla de VLBIg (o VLBI, para geodesia) y las fuentes utilizadas son cuásares, por su extraordinaria distancia y brillo.
Estos puntos de control, de donde se toman como referencia las medidas, comenzaron como parte del proyecto Europe, que pretendía medir con exactitud cuánto aumentaba el océano Atlántico mediante estaciones ubicadas en los Estados Unidos y Europa, logrando precisiones milimétricas en las distancias medidas. También pueden ser usados para hacer investigaciones de las placas tectónicas.
La interferometría de muy larga línea de base es la base teórica de donde se apoyan los ICRF (International Celestial Reference Frame) para crear un marco de referencia conocido de apoyo para las ITRF (International Terrestrial Reference Frame), que a su vez crean las bases para la geodesia, que a su vez se utilizan en la cartografía.
En abril de 2019 el proyecto Event Horizon Telescope, una red internacional VLBI, publica la primera imagen de un agujero negro.

## Funcionamiento

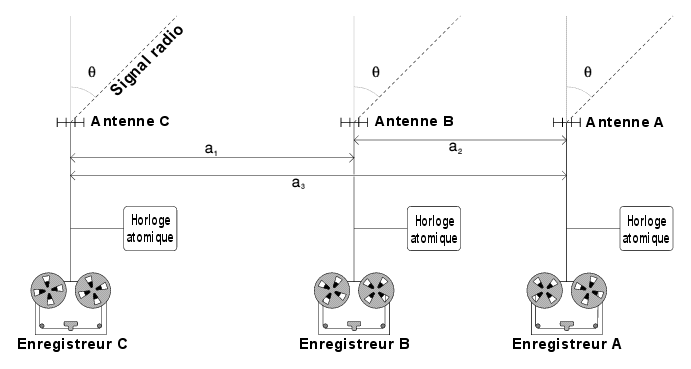
Grabación de datos en cada uno de los telescopios en una red VLBI. Se registran relojes de alta frecuencia de gran precisión junto con los datos astronómicos para ayudar a conseguir la sincronización correcta.

En la interferometría VLBI, los datos digitalizados de las antenas se registran normalmente en cada uno de los telescopios (en el pasado esto se hacía en cintas magnéticas de gran tamaño, pero hoy en día se hace normalmente en grandes conjuntos de unidades de disco de ordenador). La señal de la antena es muestreada con un reloj atómico extremadamente preciso y estable. Junto con las muestras de datos astronómicos, la salida de este reloj se graba en el soporte de cinta/disco, que posteriormente se transportan a una ubicación central. Se han realizado experimentos más recientes con VLBI "electrónico" (e-VLBI), en los que los datos se envían por fibra óptica (por ejemplo, 10 Gbxit/s en la red europea de investigación GEANT2) y no se registran en los telescopios, lo que acelera y simplifica significativamente el proceso de observación. Aunque las cantidades de datos son muy altas, los datos pueden enviarse a través de conexiones normales de Internet, aprovechando el hecho de que muchas de las redes internacionales de alta velocidad disponen actualmente de una capacidad de reserva significativa.
Estos datos se envían a unas instalaciones centrales, donde se ubica el correlador. La temporización de la reproducción se ajusta en función de las señales de reloj atómico de las cintas (unidades de disco/señal de fibra óptica) y de los tiempos estimados de llegada de la señal de radio a cada uno de los telescopios.

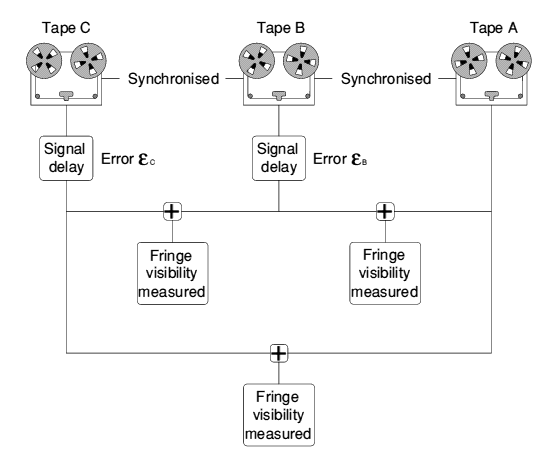
Reproduciendo los datos de cada uno de los telescopios en un red VLBI. Se debe tener mucho cuidado a la hora de sincronizar la reproducción de los datos de los diferentes telescopios. Las señales de relojes atómicos grabadas con los datos ayudan a obtener la sincronización correcta.

Cada antena estará a una distancia diferente de la fuente de radio, y al igual que con el interferómetro de base corta, los retrasos ocasionados por la distancia adicional entre antenas deben sumarse artificialmente a las señales recibidas en cada una de las otras. El retardo aproximado requerido puede calcularse a partir de la geometría del problema. La reproducción de la cinta se sincroniza utilizando las señales grabadas de los relojes atómicos como referencia horaria, como se muestra en el dibujo de la derecha. Si la posición de las antenas no se conoce con suficiente precisión o los efectos atmosféricos son significativos, se deben hacer pequeños ajustes en los retardos hasta que se detecten las franjas de interferencia. Si se toma como referencia la señal de la antena A, las inexactitudes en el retardo provocarán errores {\displaystyle \epsilon _{B}}y {\displaystyle \epsilon _{C}} en las fases de las señales de las cintas B y C respectivamente. Como resultado de estos errores, la fase de la visibilidad compleja no puede medirse con un interferómetro de muy larga línea de base.
La fase de la visibilidad compleja depende de la simetría de la distribución de la luminosidad de la fuente. Cualquier distribución de brillo se puede escribir como la suma de un componente simétrico y un componente antisimétrico. El componente simétrico de la distribución de la luminosidad solo contribuye a la parte real de la visibilidad compleja, mientras que el componente antisimétrico solo contribuye a la parte imaginaria. Como la fase de cada medición de visibilidad compleja no puede determinarse con un interferómetro de muy larga línea de base, no se conoce la simetría de la contribución correspondiente a las distribuciones de luminosidad de la fuente.
R. C. Jennison desarrolló una técnica novedosa para obtener información sobre las fases de visibilidad cuando hay errores de retardo, utilizando una técnica observable llamada fase de cierre. Aunque sus mediciones iniciales de laboratorio de la fase de cierre se habían realizado en longitudes de onda ópticas, previó un mayor potencial para su técnica en radiointerferometría. En 1958 demostró su eficacia con un interferómetro de radio, pero solo se utilizó ampliamente para la radiointerferometría de larga línea de base en 1974. Se necesitan al menos tres antenas. Este método se utilizó para las primeras mediciones de VLBI, y una modificación de este método ("Autocalibración") todavía se utiliza hoy en día.